# Bleu de Termignon
Bleu de Termignon est une appellation d'origine non-protégée désignant un fromage fermier  de montagne, produit en très petite quantité en Haute-Maurienne dans le département français de la Savoie. C'est un fromage à pâte persillée élaboré avec des laits crus de vaches.

## Historique
C’est au milieu du XVIIIe siècle que la fabrication de fromages persillés commence en Savoie, en Haute Maurienne, entre alpages du Mont-Cenis et de la Vanoise.  On le connait alors sous les appellations « mauriennais », « persillé du Mont-Cenis » ou « bleu de Bessans ».

## Description
Fromage fermier au lait cru de vache, il se présente sous forme d'une meule de 30 cm de diamètre, pour une hauteur variant de 15 à 20 cm et un poids de 7 à 10 kg. Sa croute est brune et épaisse.
Il comprend généralement 45 % de matière grasse[réf. nécessaire]. 
Le bleu de Termignon présente la particularité d'être naturellement persillé au contraire des autres bleus qui sont ensemencés au penicillium roqueforti. Son bleu est visible en marbrure et en points mouchetés. La présence de cette moisissure est inégale, on peut trouver des Termignon sans bleu ou peu présent.

## Mode de production

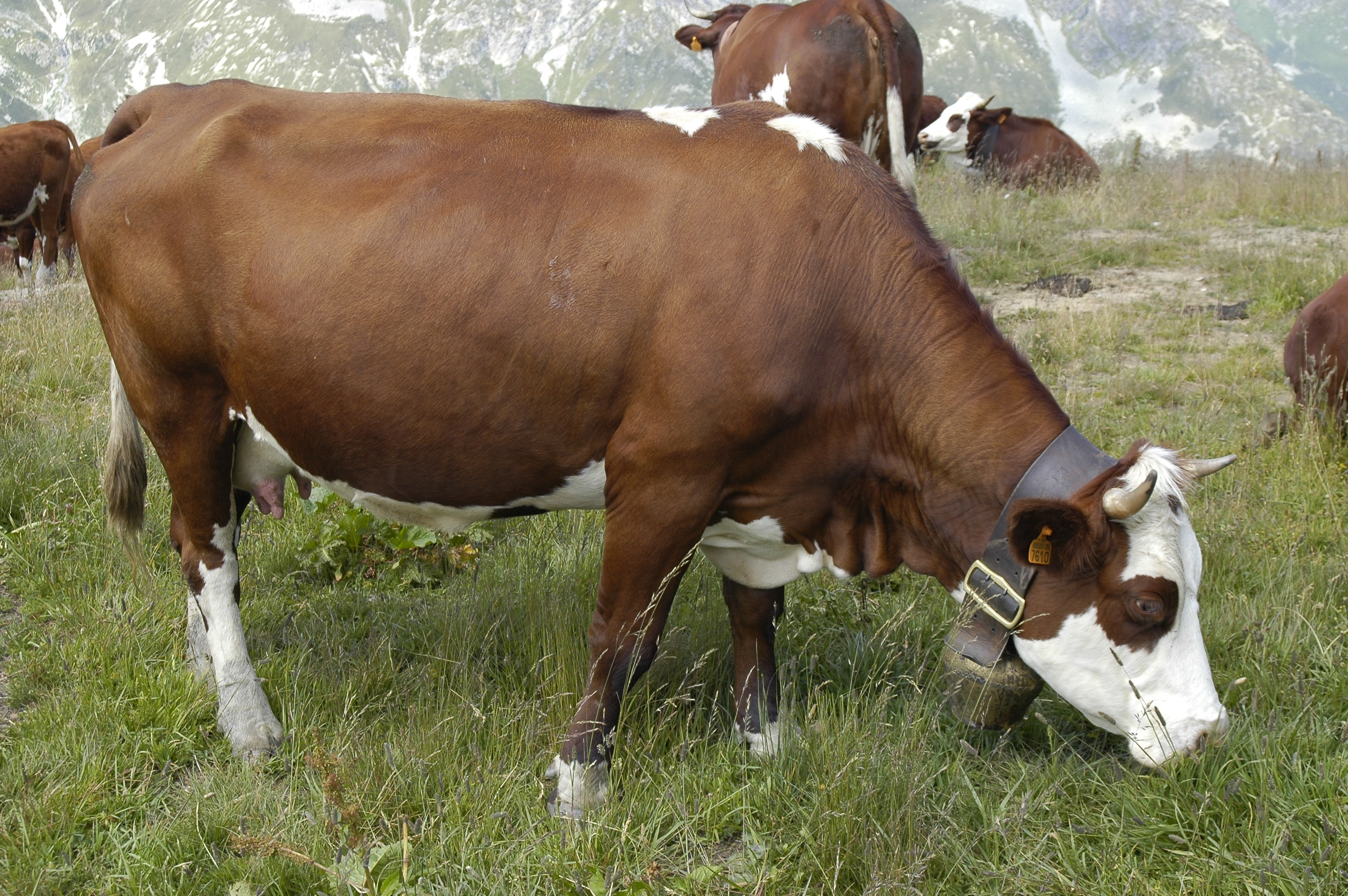
Vache d'Abondance.

Le bleu de Termignon est aujourd’hui fabriqué entre juin et septembre, dans les alpages du village de Termignon, dans la commune de Val-Cenis à 2 000 m d’altitude. Quatre à cinq producteurs fermiers transforment leurs laits pour l'obtention de quelques centaines de bleu de Termignon dans la saison, entre juin et septembre. 
Le bleu de Termignon est fabriqué avec le lait cru de vaches tarine et abondance qui pâturent la flore du Parc national de la Vanoise. Sur ces végétaux se trouvent des moisissures qui passent dans le lait, puis dans le fromage, et l’imprègnent d’un parfum spécifique.
La technique de fabrication des meules est ancestrale : deux caillés sont mélangés (celui du jour et celui de l’avant-veille: le « caillé aigre »). Ce mélange est conservé, soigneusement immergé dans une seille de bois. Brassé puis salé, il sera pressé à la main dans des moules en pin garnis d’une étamine de lin. Cette toile sera changée chaque jour. Après l’égouttage, les fromages resteront encore 15 jours dans une pièce tempérée dite « chambre des bleus » avant de passer à la cave.
C’est dans la cave que la pâte blanche et friable va se nervurer naturellement des moisissures à la couleur bleu sombre. On accélère la prolifération en piquant le fromage. Sous la croûte se développe alors le goût typique de ce fromage. L’affinage dure alors plusieurs mois (4 à 5) durant lesquels les meules sont régulièrement retournées et piquées pour permettre à l'air de pénétrer et aux moisissures de se développer. Ce n’est qu’à la fin de l’été que les bleus de Termignon pourront être mis à la vente. Ces fromages ont alors une teneur à 50 % de matières grasses[réf. nécessaire].

## Sources
- Cet article est partiellement ou en totalité issu de l'article intitulé « Bleu du Mont-Cenis » (voir la liste des auteurs).

- Cet article est partiellement ou en totalité issu de l'article intitulé « Persillé du Mont-Cenis » (voir la liste des auteurs).